# ماريا آنا فيشر
ماريا آنا فيشر (بالإنجليزية: Maria Anna Fisher)‏ هي سيدة أعمال أمريكية، ولدت في 1819، وتوفيت في 1911.